# Dominique Blanchet
Dominique Marie Joseph Blanchet, I.Prado (Cholet, 15 de fevereiro de 1966) é um bispo católico francês. Atualmente, é bispo de Diocese de Créteil. Desde 21 de maio de 2025, é também Prelado da Missão da França.

## Biografia
Concluiu seus estudos superiores na École Centrale de Paris, onde obteve um mestrado em matemática e o título de engenheiro. Ingressado no Seminário de Angers, e após uma experiência com os Oblatos de Maria Imaculada, continuou seus estudos no Seminário do Prado, onde obteve o Diploma em Teologia.
Recebeu a ordenação presbiteral em 27 de junho de 1999 para a Diocese de Angers. Ele é membro do Instituto do Prado.
Foi cooperador da Paróquia de Doué-la-Fontaine (1999-2005) e da de Martigné-Briand (2000-2005); delegado episcopal para a Pastoral da Juventude (2004-2010); pároco in solidum de Chemillé, Saint-Lézin e Gardes (desde 2005); vigário-geral de Angers (desde 2006); administrador diocesano de Angers (desde 2008); vigário-geral (desde 2008) e moderador da Cúria Episcopal de Angers (desde 2009). Em 2011, foi nomeado Administrador da Paróquia de Chalonnes-sur-Loire e Pároco dos Santos Lázaro e Nicolau em Angers (2013-2015).
Em 21 de maio de 2015, foi nomeado bispo de Belfort-Montbéliard pelo Papa Francisco, recebendo a consagração episcopal em 12 de julho seguinte, na Igreja de Saint-Joseph de Belfort, de Jean-Luc Marie Maurice Louis Bouilleret, arcebispo de Besançon, coadjuvado por Claude Pierre Charles Schockert, seu antecessor e por Emmanuel Luc Jean-Marie Delmas, bispo de Angers.
Em 9 de janeiro de 2021, foi nomeado Bispo da Diocese de Créteil. Em 21 de maio de 2025, o Papa Leão XIV o nomeou prelado da Missão da França.